# Modum
Modum ist eine Kommune im norwegischen Fylke Buskerud. Die Kommune hat 14.664 Einwohner (Stand: 1. Januar 2025). Verwaltungssitz ist die Ortschaft Vikersund.

## Geografie
Die Gemeinde grenzt an die Nachbarkommunen Drammen, Ringerike, Hole, Sigdal, Krødsherad, Øvre Eiker und Lier. Im östlichen Gebiet von Modum liegt der südwestliche Abschnitt des Sees Tyrifjorden. Von dort aus fließt der Fluss Drammenselva weiter Richtung Süden, entlang dessen mit Åmot und Vikersund die beiden größten Ortschaften liegen. Die höchste Erhebung ist der Lauvkollen mit einer Höhe von 703,5 moh., der östlich der Drammenselva liegt.

## Einwohner
In der Gemeinde liegen mehrere sogenannte Tettsteder, also mehrere Ansiedlungen, die für statistische Zwecke als eine städtische Siedlung gewertet werden. Diese sind Vikersund mit 3250, Åmot/Geithus mit 7039, Sysle mit 241 und Skotselv mit 5 der insgesamt 766 Einwohner des Tettsteds (Stand: 1. Januar 2024). Ab 1945 hielt sich die Bevölkerungszahl bis in die 1970er-Jahre stabil, bevor sie begann, leicht anzusteigen. Zwischen 2007 und 2017 wuchs die Zahl um 0,9 Prozent.
Die Einwohner der Gemeinde werden Moding genannt. Offizielle Schriftsprache ist Bokmål, also die weiter verbreitete der beiden norwegischen Sprachformen.
| Jahr          | 1986   | 1990   | 1995   | 2000   | 2005   | 2010   | 2015   | 2020   | 2025   |
| ------------- | ------ | ------ | ------ | ------ | ------ | ------ | ------ | ------ | ------ |
| Einwohnerzahl | 12.184 | 12.262 | 12.196 | 12.366 | 12.541 | 12.911 | 13.685 | 14.115 | 14.664 |

## Geschichte
Im 17. Jahrhundert wurde die Hassel Eisenhütte zur Eisenproduktion errichtet. Im Jahr 1773 folgte das Blaufarbenwerk Modum als erster großer Chemiebetrieb Skandinaviens. Das Blaufarbenwerk ist mittlerweile als Museum geöffnet. In der Gemeinde liegen mehrere Kirchen. Die Heggen kirke im Osten Vikersunds wurde um 1200 errichtet, die Holzkirche Nykirke im Westen von Åmot im Jahr 1847. Nach der landesweiten Regionalreform gehörte Modum von 2020 bis 2023 zum Fylke Viken.

## Wirtschaft und Infrastruktur

### Verkehr
Entlang der Drammenselva und entlang des Ufers des Tyrifjords verläuft die Eisenbahnstrecke der Randsfjordbanen und der Krøderbanen, die das Gebiet unter anderem an die Stadt Drammen und an weitere wichtige Bahnlinien anbinden. In Vikersund befindet sich der Bahnhof Vikersund. Ebenfalls parallel zur Drammenselva verläuft der Riksvei 35.

### Wirtschaft
Modum war lange ein wichtiger Industriestandort, die Zahl der Arbeitsplätze in den Industriebetrieben ging über Jahrzehnte jedoch stark zurück. Die Betriebe siedelten sich unter anderem wegen der günstigen Lage an der Drammenselva und seinen Zuflüssen an, die zur Stromproduktion verwendet werden konnten. Bis heute ist diese von größerer Bedeutung und es befinden sich mehrere große Kraftwerke in Modum. Nun sind neben der Industrie auch der Handel sowie der öffentliche Sektor wichtige Arbeitgeber. Die Landwirtschaft konzentriert sich vor allem auf den Anbau von Getreide und die Rinderhaltung. Auch die Forstwirtschaft spielt in größerem Maße eine Rolle. Im Jahr 2019 arbeiteten von 6925 Arbeitstätigen 4723 in Modum selbst, die restlichen verteilten sich auf Kommunen wie Drammen, Øvre Eiker oder Ringerike.

## Sport
In Modum befindet sich die größte Skiflugschanze der Welt, der Vikersundbakken. Dieser wurde 1936 erbaut und ist bis heute die einzige Skiflugschanze in Norwegen.

## Name und Wappen
Das seit 1985 offizielle Wappen der Kommune zeigt drei silberne linksschräge Wellenfäden auf blauem Hintergrund. Diese sollen die drei wichtigsten Flüsse von Modum darstellen.
Der Name leitet sich vom altnordischen Namen Móðheimr ab, welcher sich vermutlich aus den beiden Bestandteilen „móða“ (deutsch: (großer) Fluss) und „heim“ zusammensetzt.

## Persönlichkeiten
- Maurits Christopher Hansen (1794–1852), Dichter
- Thorvald Lammers (1841–1922), Komponist, Opernsänger (Bariton) und Chorleiter
- Nils P. Haugen (1849–1931), US-amerikanischer Politiker
- Sverre Brodahl (1909–1998), Skilangläufer
- Morten Wold (* 1967), Journalist und Politiker
- Ole Einar Bjørndalen (* 1974 in Drammen; aufgewachsen in Simostranda/Modum), Biathlet/Skilangläufer